# Ланзарот конвенција
Конвенција Савјета Европе о заштити дјеце од сексуалног искоришћавања и сексуалног злостављања, такође позната и као Ланзарот конвенција, први је регионални споразум који је специјално посвећен заштити дјеце од сексуалног насиља. Усвојена је у граду Ланзатот у Шпанији 2007. године, ступила на снагу 2010. године, а потписале су је све државе чланице Савјета Европе. Суштина ове Конвеције јесте заштита дјеце. 
Ланзарот конвеција укључује „принцип екстериторијалности”, што значи да грађани или становници државе потписнице могу бити процесуирани за одређена кривична дјела чак и када је дјело почињено у иностранству. Од држава се очекује да понуде холистички одговор на сексуално насиље над дјецом, кроз приступ који подразумијева: превенцију, заштиту, кривично гоњење и промовисање националне и међународне сарадње. 

## Сврха Конвенције
Сврха ове Конвенције је: 
- спријечити и сузбијати сексуално искоришћавање и сексуалну злоупотребу дјеце;
- заштитити права дјеце жртава сексуалног искоришћавања и сексуалне злоупотребе;
- унаприједити националну и међународну сарадњу против сексуалног искоришћавања и злоупотребе дјеце.

## Државе потписнице
До 11. маја 2020. године, овај међународни уговор потписало је 48 држава и то:
- Албанија
- Андора
- Јерменија
- Аустрија
- Азербејџан
- Белгија
- Босна и Херцеговина
- Бугарска
- Хрватска
- Кипар
- Чешка
- Данска
- Естонија
- Финска
- Француска
- Грузија
- Њемачка
- Грчка
- Мађарска
- Исланд
- Ирска
- Литванија
- Луксембург
- Сјеверна Македонија
- Малта
- Молдавија
- Монако
- Црна Гора
- Низоземска
- Норвешка
- Пољска
- Португалија
- Румунија
- Русија
- Сан Марино
- Словенија
- Словачка
- Србија[2]
- Шпанија
- Шведска
- Швајцарска
- Тунис
- Турска
- Украјина
- Велика Британија
- Летонија
- Лихтенштајн
- Италија

Посљедња држава која је га је ратификовала јесте Ирска. Иако је ово међународни уговор Савјета Европе, Ланзарот конвенција нуди смјернице и испирацију за сваку владу у свијету која жели да се позабави овим озбиљним проблемом путем јачања свог правног оквира. Стога је Конвеција отворена за приступање свакој земљи у свијету. Тако ју је 2019. године ратификовао и Тунис. 

## Ланзарот комитет
Комитет чланица Конвенције, познат и као Ланзарот комитет, тијело је које је основано како би пратило да ли државе Конвенције исту примјењују у пракси када је ријеч о националном законодавству и политикама. Комитет такође има мандат да олакша прикупљање, анализу и размјену информација, искустава и добре праксе између држава како би побољшао њихов капацитет за спречавање и борбу против сексуалног искоришћавања и сексуалног злостављања дјеце.